# Punk & Disorderly
Punk & Disorderly est une série de trois albums de compilation, sortis sur Abstract Records entre 1981 (février 1982 aux États-Unis) et 1983. Elles présentent pour la première fois au grand public les groupes de la deuxième vague du punk rock britannique (également appelée UK-82 ).
Punk & Disorderly désigne également des vidéos et un festival mettant en avant ce même mouvement musical.

## Historique
Punk & Disorderly Vol. 1 entre dans le Top 50 britannique, atteint la 3e place dans les listes « indépendantes » ( NME Independent Chart ) et devient deux ans plus tard « or » (après avoir atteint 100 000 exemplaires). Il a été suivi en 1982-1983 par Punk and Disorderly Vol. 2 et Vol. 3, qui sont également devenus des succès indépendants.
Les 3 albums ont été plusieurs fois réédités. Notamment, en 2021, les 3 sont publiés dans un coffret sous-titré "The sound of UK82"

## Vidéos
À la fin des années 1980, deux compilations vidéo Punk et Disorderly ont été publiées, qui ont à leur tour donné naissance à un DVD (The Best of P&D), qui ajoutait des pistes supplémentaires, des fragments d'interviews, des critiques de sorties vidéo de Cherry Red Records et Visionary.

## Festival
En 1983, le premier festival annuel Punk & Disorderly a eu lieu à Berlin, réunissant les principaux groupes de la deuxième vague du punk rock britannique. Au fil du temps, le festival est devenu de plus en plus représentatif : en 2003-2008, de nombreux participants de UK-82 : U se sont produits ici. UK Subs , The Adicts, Stiff Little Fingers, The Exploited, The Business, Broken Bones, Discharge, Peter and the Test Tube Babies, Riot Squad, The Ruts, Chron Gen, 999, Blood, Deadline, English Dogs, The Bones, The Varukers, 4-Skins, Roues abrasives, Discipline, Alerte rouge, Urban Rejects, The Boys, Anti-Nowhere League, Chemical Kaos, Cockney Rejects, Chaos UK, Demented Are Go, G. B. H. 

## Liste des pistes

### Punk & Disorderly, Vol. 1
(Abstract Records, 1982; Posh Boy Records, 1982)
1. Vice Squad, «Last Rockers»
2. The Adicts, «Straight Jacket»
3. UK Decay, «For My Country»
4. Disorder, «Complete Disorder»
5. Peter and the Test Tube Babies, «Banned from the Pubs»
6. The Disrupters, «Young Offender»
7. Red Alert, «In Britian»
8. Blitz, «Someone’s Gonna Die»
9. Dead Kennedys, «Kill the Poor»
10. The Partisans, «Police Story»
11. Demob, «No Room For You»
12. The Insane, «Last Day»
13. Abrasive Wheels, «Army Song»
14. Chaos UK, «4 Minute Warning»
15. Outcasts, «Mania»
16. G.B.H. «City Baby Attacked By Rats»

### Punk & Disorderly, Vol. 2:Further Charges
(Anagram records, 1982)
1. G.B.H. «Sick Boy»
2. The Expelled, «Dreaming»
3. The Insane, «El Salvador»
4. One Way System, «Stab the Judge»
5. Court Martial, «Gotta Get Out»
6. !Action Pact!, «London Bouncers»
7. The Dark, «Masque»
8. The Violators, «Gangland»
9. Channel 3, «I’ve Got a Gun»
10. Abrasive Wheels, «Vicious Circle»
11. The Enemy, «Fallen Hero»
12. Riot/Clone, «Death to Humanity»
13. The Wall, «Hobby for a Day»
14. Disorder, «More Than Fights»
15. Erazerhead, «Shellshock»
16. Vice Squad, «Resurrection»
17. A.T.V., «How Much Longer?»
18. The Drones, «Corgi Crap»
19. Suburban Studs, «I Hate School»
20. Peter and the Test Tube Babies, «Run Like Hell»

### Punk & Disorderly, vol. 3:The Final Solution
(Anagram records, 1983)
1. Abrasive Wheels, «Burn 'Em Down»
2. One Way System, «Give Us A Future»
3. Newtown Neurotics, «Kick Out The Tories»
4. UK Subs, «Police State»
5. The Destructors, «Jailbait»
6. The Expelled, «Government Policy»
7. The Samples, «Dead Hero»
8. Angelic Upstarts, «Woman In Disguise»
9. The Adicts, «Viva La Revolution»
10. The Vibrators, «Dragnet»
11. The Exploited, «Computers Don’t Blunder»
12. Urban Dogs, «New Barbarians»
13. The Ejected, «Have You Got 10p?»
14. Chron Gen, «Outlaw»
15. !Action Pact!, «Suicide Bag»
16. The Violators, «Summer Of '81»

## Liens
- Ressources relatives à la musique :   - AllMusic
  - Discogs
  - MusicBrainz (groupes de sorties)